# Knoxia manika
Knoxia manika là một loài thực vật có hoa trong họ Thiến thảo. Loài này được (Verdc.) Puff & Robbr. mô tả khoa học đầu tiên năm 1989.